# 坎恰蘭河
坎恰蘭河是俄羅斯東北部的河流，位於楚科奇自治區內，流經西伯利亞人口稀少的地區，最終在坎恰蘭灣注入白令海，河道全長426公里，流域面積20,600平方公里，河水來自融雪和雨水，在每年10月中旬開始結冰，直至翌年6月上旬。

## 外部連結
- Beluga distributionPDF
- Bird life（页面存档备份，存于）
- Chum salmon in the Kanchalan RiverPDF

66°0′N 177°30′E / 66.000°N 177.500°E